# Sredny Stogcultuur
De Sredny Stogcultuur is een prehistorische cultuur uit de Pontische steppe, die van ongeveer 4500 - 3200 v.Chr. dateert. Het is een van de vroegste culturen waarin resten zijn gevonden die duiden op de domesticatie van het paard. De cultuur is vernoemd naar een Oekraïens eilandje (nu Seredni Stih genoemd) ten noordoosten van het eiland Chortytsja in de stad Zaporizja, waar veel opgravingen plaatsvonden.
De cultuur was verspreid in het gebied tussen Dnjepr en Don, juist ten noorden van de Zee van Azov. Zij heeft invloed ondergaan van de Tripoljecultuur (Trypillja in het Oekraïens) meer naar het westen.
Het is duidelijk dat het paard een belangrijke rol speelde in deze cultuur. De vondst van paardengebitten met sporen van slijtage ten gevolge van een bit, doet vermoeden dat de Sredny Stog-mensen ook al op de rug van het paard reden, drieduizend jaar eerder dan het tijdstip waarop dat is begonnen volgens de gangbare theorieën (die ervan uitgingen dat de mens het paard eerst voor een wagen spande en pas veel later rechtstreeks op het dier is gaan rijden).
De Sredny Stog-mensen bedreven enige akkerbouw, maar veeteelt was waarschijnlijk hun belangrijkste middel van bestaan. Het rijden te paard zou het bijeendrijven van kuddes runderen en schapen zeer hebben vergemakkelijkt.
De Sredny Stogcultuur werd opgevolgd door de jamnacultuur, die vermoedelijk uit haar is voortgekomen, en in het zuiden door de Kemi-Obacultuur.
In het kader van de Koerganhypothese van Marija Gimbutas zou deze archeologische cultuur de "Urheimat" (het oorsprongsland) van de Proto-Indo-Europese taal kunnen vormen.